# Комисия по европейските въпроси и контрол на европейските фондове
Комисията по европейските въпроси и контрол на европейските фондове (съкратено КЕВКЕФ) е сред 17-те постоянни комисии в XLI народно събрание на Република България.
КЕВКЕФ има за задачи да следи за качественото транспониране на правото на ЕС в националното законодателство, да разглежда проекти на законодателни актове на ЕС и да осъществява политически контрол върху разходването на средства от европейски фондове и програми в България. Чрез дейността на КЕВКЕФ Народното събрание участва в политическия диалог с европейските институции по актуални теми от европейския дневен ред и упражнява новите си правомощия съгласно Договора от Лисабон.
Своята дейност КЕВКЕФ изпълнява съгласно Правилата за организация и дейността, приети на основание чл. 18, ал. 2, т.17 и чл. 23, ал. 1 от Правилника за организацията и дейността на Народното събрание.
Редовни заседания на Комисията се провеждат всяка сряда в сградата на Народното събрание на пл. Княз Александър I. С оглед осигуряване на пълна прозрачност, заседанията на Комисията са открити, а на електронната ѝ страница редовно се публикуват новини, пълни стенограми от заседанията, доклади от проведените изслушвания и становища по разгледаните законопроекти.
Освен дейности свързани с дефинираните парламентарни функции и задачи, КЕВКЕФ активно се стреми да доближи актуалните теми от европейския дневен ред до гражданите на България. Израз на това са редица предприети инициативи – създаването на европейски кът в Народното събрание, стартиране на дискусионния форум „Европейски разговори в Парламента“ (виж по-долу), сформирането на „Съвет за обществени консултации“ който да подпомага дейността на Комисията (виж по-долу), както и участието на членове от комисията в редица семинари, кръгли маси и конференции.

## История
Комисията по европейските въпроси е създадена като специализирана парламентарна структура – Съвет по европейските въпроси за работа по преговорите за присъединяване на страната към Европейския съюз (ЕС) с Правилника за организацията и дейността на XXXVIII народно събрание. В състава и влизат председател, заместник-председател, по трима народни представители от всяка парламентарна група и членове на Бюрото на Съвместния парламентарен комитет „България – Европейски съюз“. Председател на комисията – Съвет по европейски въпроси, е председателят на Народното събрание – Йордан Соколов.
В мандата на XXXIX народно събрание комисията е учредена под наименованието Комисия по европейска интеграция. През този период основните и функции са свързани с формирането и провеждането на българската предприсъединителна политика. Основна нейна отговорност е разглеждането на съответствието на законодателните предложения с европейското право, което подпомага правителството в транспонирането на значителния по обем acquis communautaire. За председател на комисията е избран Даниел Вълчев.
В рамките на XL народно събрание, след приемането на България в Европейския съюз на 1 януари 2007 г. фокусът на дейността на комисията, преименувана на Комисия по европейските въпроси, се измества в посока участие в процеса на вземане на решения на европейско ниво. Поста председател на комисията заемат Атанас Папаризов (24.08.2005 – 20.05.2007) и Младен Червеняков (28.09.2007 – 25.06.2009).
С Правилника за организацията и дейността на XLI народно събрание, от 2009 г., към функциите на комисията се добавя и контролът върху управлението на средствата от фондовете и програмите на Европейския съюз в България. Самата комисия е преименувана на Комисия по европейските въпроси и контрол на европейските фондове. За неин пръв председател е избран Светлин Танчев, заменен през юли 2010 г. от Моника Панайотова. След избирането на Моника Панайотова за член на Европейския парламент (на мястото на подалия оставка Емил Стоянов), през декември 2012 г., Комисията е оглавена от Джема Грозданова. И тримата народни представители са членове на парламентарната група на ПП ГЕРБ.

## Състав на комисията
Комисията е съставена от 18 народни представители, подпомагани от секретариат състоящ се от екип от 5 експертни сътрудника и стажанти от университети в страната и чужбина.

## Компетенции и функции
Компетенциите на Комисията са в следните главни области:
1. Парламентарно наблюдение и контрол по въпросите на Европейския съюз, в т.ч.:
  - контрол върху транспониране на законодателството на ЕС;
  - контрол по субсидиарност и пропорционалност след Лисабонския договор – с влизането в сила на Лисабонския договор през декември 2009 г. се променя и засилва ролята на Българския парламент в цялостния процес на вземане на решения на ниво ЕС, чрез възможността да участва все по-активно в т.нар. „система за ранно предупреждение“ и да изрази възражение по определено европейско законодателно предложение, когато прецени, че последното противоречи на принципа на субсидиарността В тази връзка Народното събрание адаптира процедурата по разглеждане на проектоактове на ЕС, с оглед извършване на проверките по субсидиарност в рамките на установения с Договора от Лисабон 8 седмичен срок. Контролен механизъм по субсидиарност
  - политически диалог с европейските институции.
2. Парламентарно наблюдение и контрол върху усвояването на средствата от европейските фондове и програми – посредством регулярни изслушвания на представители на изпълнителната власт, отговорни за управлението на отделните европейски програми и финансови инструменти. На база на проведените изслушвания, КЕВКЕФ изготвя редовни доклади (междинни и годишни) за управлението на европейските средства в България;
3. Постоянен диалог със структурите на гражданското общество при планиране и участие в провеждането на политиките – чрез създадения към КЕВКЕФ Съвет за обществени консултации;
4. Междупарламентарно сътрудничество – участие в Конференцията на комисиите по европейски въпроси на държавите членки на ЕС и кандидатстващите за членство КОСАК, както и в различни по формат междупарламентарни срещи на двустранна и многостранна основа.

## Годишна работна програма на НС по въпросите на ЕС
Правомощията на КЕВКЕФ по отношение на европейските въпроси са подробно уредени в Глава 10 от Правилника за организацията и дейността на Народното събрание – „Парламентарно наблюдение и контрол по въпросите на Европейския съюз“, а основните теми са залегнали в Годишната работна програма (ГРП) на НС по въпросите на ЕС.
След влизането в сила на Договора от Лисабон Народното събрание възприе качествено нов подход при разработването на ГРП на НС по въпросите на ЕС, чрез включването на всички заинтересовани страни – Европейската комисия, Европейския парламент, Тройката-председателство на Съвета на ЕС, Народното събрание и Министерския съвет. Базирането на ГРП върху основните приоритети от Работната програма на Европейската комисия, както и върху приоритетите на тройното председателство на ЕС, дава допълнителен стратегически фокус в работата на НС по приоритетните национални и европейски теми.
Водещ принцип при съставянето на ГРП е в нея да се включват приоритетно проекти на актове от т.нар. нови досиета, т.е. актове, по които националният парламент да може да упражнява контрол съгласно принципа на субсидиарността. По този начин ГРП на НС допълнително се превръща в стратегически документ, чрез който българският парламент участва в законодателния процес на ниво ЕС.
Следвайки възприетия нов подход, ГРП на НС за 2011 и 2012 г. са изработени изцяло в съответствие с Работната програма на ЕК, след широко обсъждане с участието на водещи фигури от ЕК. При подготовката на ГРП на НС за 2011 г., по инициатива на КЕВКЕФ, еврокомисарят по международно сътрудничество, хуманитарна помощ и реакция при кризи Кристалина Георгиева представи пред българските народни представители основните приоритети от Работната програма на ЕК за 2011 г. Тази традиция е продължена и при подготовката на ГРП на НС за 2012 г., като заместник-председателят на Европейската комисия и еврокомисар по междуинституционалните отношения и администрация Марош Шефчович запознава българските народни представители с приоритетите от Работната програма на ЕК за 2012 г.

## Доклади за напредъка на България в усвояването на средствата от ЕС
1. Годишен доклад за усвояване на средствата от Европейския съюз в Република България за 2009 г.[1] (09 февруару 2010 г.)
2. Междинен доклад за усвояване на средствата от Европейския съюз в Република България за 2010 г.[2] (1 септември 2010 г.)
3. Годишен доклад за усвояване на средствата от Европейския съюз в Република България за 2010 г.[3] (26 януари 2011 г.)
4. Междинен доклад за усвояване на средствата от Европейския съюз в Република България за 2011 г.[4] (16 септември 2011 г.)
5. Годишен доклад за усвояване на средствата от Европейския съюз в Република България за 2011 г.[5] (8 февруари 2012 г.)
6. Доклад за управление на средствата от Европейския съюз в Република България. Напредък и ефекти[6] (4 декември 2012 г.)

## Съвет за обществени консултации към КЕВКЕФ
Съветът за обществени консултации е създаден през март 2010 г. на основание чл. 13 от Правилата за организацията и дейността на Комисията по европейски въпроси и контрол на европейските фондове като неин помощен консултативен орган. Целите на Съвета са да консултира КЕВКЕФ при осъществяване на функциите ѝ във връзка с парламентарното наблюдение и контрол по въпросите на Европейския съюз и управлението на средствата от фондовете и програмите на Европейския съюз. В Съвета членуват повече от 60 организации: работодателски, синдикални, неправителствени, научноизследователски и др. В този формат Съветът оказва ценна подкрепа в дейността на КЕВКЕФ и същевременно създава условия за осъществяване на конструктивен диалог между представителите на гражданското общество, законодателната и изпълнителната власт. Дейността на Съвета се ръководи от разписани Правила за организацията и дейността.
В съответствие с усилията си да подобри информираността на гражданското общество по набор от теми, свързани с членството на България в ЕС, Съветът за обществени консултации провежда заседания, посветени на актуалните теми от европейския дневен ред – „Европа 2020“ – Стратегия за интелигентен, устойчив и приобщаващ растеж, Европейския семестър, Акта за Единния вътрешен пазар, бъдещето на Кохезионната политика 2014 – 2020 г., младежката безработица и перспективи за създаване на заетост сред младите хора.

## Европейски разговори в парламента
Водени от желанието европейските теми да станат все по-близки и разбираеми за гражданите, по инициатива на КЕВКЕФ и под патронажа на Председателя на Народното събрание – г-жа Цецка Цачева, през 2011 г., стартира инициативата „Европейски разговори в парламента“ – форум посветен на осигуряването на публичност и провокирането на дискусии по най-емблематичните събития и процеси от Европейския дневен ред. Чрез провеждането на публични дебати в рамките на инициативата, КЕВКЕВФ се стреми да задълбочи активния и пряк диалог с гражданското общество, представителите на бизнеса, неправителствения сектор и академичните среди по текущи и стратегически въпроси свързани с развитието на Европа. Събитията се провеждат в пленарната зала на Народното събрание и се излъчват в реално време на интернет страницата на Парламента.
Първият публичен дебат от серията дискусии „Европейски разговори в парламента“ е проведен на 19 декември 2011 г. и е посветен на темата „Две години след Лисабон – Европа накъде?“. С него е отбелязана втората годишнина от влизането в сила на Договора от Лисабон. Ключови лектори и основни участници в дебата са Жан-Доминик Джулиани – президент на фондация „Робер Шуман“, и Елмар Брок – член на ЕП и на Бюрото на ЕНП.
Вторият публичен дебат е проведен на 12 март 2012 г. и е посветен на темата „Европа на солидарността и/или Европа на егоизма?“. Специални гости на събитието са Кристалина Георгиева – еврокомисар по международно сътрудничество, хуманитарна помощ и реакция при кризи, Даниел Грос – директор на Центъра за европейски политически проучвания, и Александър Андреев – главен редактор на българската редакция на радио „Дойче веле“.

## Доклади по ротационни председателства на Съвета на ЕС
- Доклад за дейността на КЕВКЕФ по време на Унгарското председателство на ЕС[9] (януари – юни 2011 г.)
- Доклад за дейността на КЕВКЕФ в рамките на Полското председателство на ЕС[10] (юли – декември 2011 г.)
- Доклад за дейността на КЕВКЕФ в рамките на Датското председателство на ЕС[11] (януари – юни 2012 г.)
- Доклад за дейността на КЕВКЕФ в рамките на Кипърското председателство на ЕС[12] (юли – декември 2012 г.)